# 정성원 (양궁 선수)
정성원(1988년 11월 22일 ~ )은 대한민국의 양궁 선수이다.

## 출신 학교
- 경기체육고등학교
- 경희대학교